# روبي تومسون (لاعب كرة قاعدة)
روبي تومسون (بالإنجليزية: Robby Thompson)‏ هو لاعب كرة قاعدة أمريكي، ولد في 10 مايو 1962 في ويست بالم بيتش في الولايات المتحدة.

## وصلات خارجية
- روبي تومسون على موقع دوري كرة القاعدة الرئيسي (الإنجليزية)
- روبي تومسون على موقعبيزبول رفرنس.كوم (الدوري الرئيسي) (الإنجليزية)
- روبي تومسون على موقعبيزبول رفرنس.كوم (الدوري الثانوي) (الإنجليزية)
- روبي تومسون على موقع مشجعي الرسوم البيانية (الإنجليزية)